# Brachista fisheri
Brachista fisheri är en stekelart som beskrevs av Pinto 1994. Brachista fisheri ingår i släktet Brachista och familjen hårstrimsteklar. Inga underarter finns listade.